# 三木二郎
三木 二郎（みき じろう、1983年5月31日 - ）は、日本の競泳コーチ。元競泳選手。日本大学所属。かつてミズノに所属していた。

## 人物
- 滋賀県大津市比叡平出身。
- 大津市立比叡平小学校
- 大津市立皇子山中学校
- 京都外大西高等学校
- 日本大学経済学部経済学科卒業
- 日本大学大学院修了
- 身長：181cm 体重：79kg 血液型：O型
- 専門とする種目は個人メドレー。

## 来歴
- 1987年 4歳から京都踏水会で水泳を始める。小学2年生から競泳コースに転向。
- 2000年9月 シドニーオリンピック日本男子最年少17歳で出場。200m個人メドレー2分03秒90で16位。
- 2001年7月 福岡世界水泳において200m個人メドレー2分01秒54で5位入賞。400m個人メドレー4分23秒11で8位入賞。
- 2002年3月 京都外大西高等学校卒業（京都踏水会・退会）。ジュニアオリンピック春季大会200m個人メドレーで1分57秒20の短水路日本新記録で優勝。最優秀選手となる。
- 2002年4月 日本大学経済学部入学。東京スイミングセンターに入会する。
- 2002年8月 横浜パンパシフィック大会において200m個人メドレー2分01秒67で5位入賞。
- 2002年10月 釜山アジア大会において200m個人メドレー2分02秒07の大会新記録で銀メダルを獲得する。
- 2003年7月 バルセロナ世界水泳において200m個人メドレー2分02秒89で22位。
- 2004年4月 日本選手権において200m個人メドレー1分59秒99、400m個人メドレー4分14秒79、ともに日本新記録で優勝[1]。
- 2004年8月 アテネオリンピックにおいて200m個人メドレー2分02秒16で8位入賞。400m個人メドレー4分19秒97で7位入賞。
- 2005年7月 モントリオール世界水泳選手権において200m個人メドレー2分02秒49で12位。
- 2006年4月 ミズノ入社　(ミズノスイムチーム)
- 2008年4月 日本選手権において200m個人メドレー2分04秒25で11位、400m個人メドレー4分26秒37で8位と力の衰えを隠せず現役引退。「最後に良い泳ぎを見せたかったんですけど全力は出し切った。短いようで長かった。」と最後に語った。
- 2009年4月～2016年3月　ミズノ株式会社　スポーツプロモーション
- 2016年3月～2018年3月JOC海外研修制度により、イギリス水泳連盟(British Swimming)に所属し研修。
- 2018年5月 池江璃花子の専属コーチとして就任。
- 2019年6月 1日付で日本大学所属となる。同年4月から日本大学大学院に入学したことも公表[2]。
- 2019年9月 第95回日本学生選手権において日本大学男子１２年ぶりの総合優勝(天皇杯)に貢献。
- 2021年4月 日本大学理工学部助教に着任
- 2021年10月 第97回日本学生選手権において日本大学男子２年ぶりの総合優勝(天皇杯)に貢献。
- 2022年8月 第98回日本学生選手権において日本大学男子総合連覇(天皇杯)に貢献
- 2025年4月 日本大学水泳部監督に就任

## 自己ベスト
| 泳法         | 距離 | 水路   | 記録      | 樹立日        | 大会名                       | 会場               | 備考 |
| ------------ | ---- | ------ | --------- | ------------- | ---------------------------- | ------------------ | ---- |
| 個人メドレー | 200m | 長水路 | 1分59秒99 | 2004年4月25日 | 第80回日本選手権水泳競技大会 | 東京辰巳国際水泳場 |      |
| 個人メドレー | 400m | 長水路 | 4分14秒79 | 2004年4月20日 | 第80回日本選手権水泳競技大会 | 東京辰巳国際水泳場 |      |

## 参考
1. ↑  第80回日本選手権水泳競技大会 競技結果
2. ↑  池江璃花子「病室でバイクトレ」とコーチの三木二郎明かす 日刊スポーツ 2019年6月1日閲覧。